# چم بورفرخینوند

## چم بور (فرخینوند)
چم بور (فرخینوند)، روستایی از توابع بخش زاگرس شهرستان چرداول در استان ایلام ایران است.
اثر باستانی قلعه سام و پل دت و کور از زمان ساسانیان در این منطقه قرار دارد.

## جمعیت
زبان مردم این روستا کوردی با گویش لکی است و براساس سرشماری مرکز آمار ایران در سال ۱۳۸۵، جمعیت آن ۲۵۲ نفر (۵۳خانوار) بوده‌است. 
- «نتایج سرشماری عمومی نفوس و مسکن ۱۳۸۵». درگاه ملی آمار ایران. بایگانی‌شده از اصلی در ۱ ژانویه ۲۰۱۳. دریافت‌شده در ۱ ژانویه ۲۰۱۳.